# Gene Snitsky
Eugene Alan Snisky (* 14. Januar 1970 in Nesquehoning, Pennsylvania, USA) ist ein US-amerikanischer Wrestler. Er war zuletzt bei World Wrestling Entertainment unter Vertrag und trat dort unter dem Ringnamen Snitsky im RAW-Roster an.

## Karriere
Snisky wurde in Afa Anoa’is Wrestlingschule ausgebildet und absolvierte seine ersten größeren Auftritte für dessen Promotion World Xtreme Wrestling. Dort gewann er sowohl die WXW Tag Team Championship, als auch die WXW Heavyweight Championship.
Im September 2004 debütierte Snisky unter dem Namen Gene Snitsky (später lediglich Snitsky) im RAW-Roster der WWE. In seinem ersten Match schlug er Kane mit einem Stuhl nieder, woraufhin dieser auf seine (laut Storyline) schwangere „Ehefrau“ Lita fiel und das ungeborene Kind tötete. Snitsky reagierte mit dem Ausspruch „It wasn’t my fault.“ (englisch „Es war nicht meine Schuld.“), welcher in der Folgezeit sein Leitspruch wurde.
Während einer längeren Fehde mit Kane, gegen den er schließlich bei New Year’s Revolution 2005 verlor, trat Snitsky kurzzeitig im Tag Team mit Heidenreich an. Die Planungen der WWE sahen ein Match gegen Kane und den Undertaker bei Wrestlemania 21 vor, doch der Undertaker lehnte diese Paarung (non-Kayfabe) ab und wrestlete stattdessen gegen Randy Orton. Nach einer zwischenzeitlichen Pause wegen eines Blutgerinnsels tat sich Snitsky mit Edge und Lita zusammen, um ersteren gegen Kane zu unterstützen.
Am 18. Juli 2005 erhielt Snitsky ein Match gegen WWE Champion John Cena, welches er verlor. Zu dieser Zeit bekam Snitsky das Gimmick eines Fußfetischisten, was jedoch keine besonderen Auswirkungen auf seine weitere Karriere hatte. Im Anschluss an eine kurze Fehde gegen Big Show trat Snitsky vornehmlich in der B-Show Sunday Night HEAT auf.
Ab November 2005 bildete Snitsky ein Tag Team mit Tyson Tomko. Ihr größter Erfolg war ein Match gegen die amtierenden World Tag Team Champions Kane und The Big Show, das sie allerdings verloren. Das Team wurde aufgelöst, als Tomko im April 2006 von der WWE entlassen wurde. Bei HEAT wurde Snitsky im selben Monat erstmals zum Face und teamte mit Goldust. Auch dieses Team versuchte vergeblich, die World Tag-Team Championship zu erobern. Erneut sorgte eine Entlassung für die Trennung; diesmal musste Goldust die WWE im Juni verlassen. Seitdem gilt Snitsky zwar als einer der größten Stars bei HEAT, hat jedoch nur sehr selten Auftritte in den A-Shows.
Am 6. Februar 2007 wechselte Snitsky von RAW zu ECW, als er den ECW World Heavyweight Champion, Bobby Lashley attackierte. Am 11. Juni jedoch wurde er im Zuge der Besetzungswechsel in der WWE zurück zu RAW geschickt. Seitdem hat er eine lange Siegesserie aufgebaut, die zuletzt durch Jeff Hardy gebrochen wurde, als dieser Snitsky in einem Match um den Intercontinental Titel besiegte.
Am 11. Dezember 2008 wurde er entlassen.
Ab 2009 trat Snitsky bei mehreren Independentligen auf. Vorwiegend bei Nu-Wrestling Evolution und National Wrestling Superstars.
Zu Beginn des Jahres 2014 stand Snisky kurzzeitig bei Total Nonstop Action Wrestling unter Vertrag.

## Titel
- World Xtreme Wrestling
  - 1× WXW Heavyweight Champion
  - 1× WXW Tag Team Champion (mit Robb Harper)

- Athletik Club Wrestling
  - 1× ACW World Tag Team Titel